# 對立教宗巴斯加三世
巴斯加三世（Paschal III）是一位十二世紀的對立教宗。本名圭多（Guido），出生於義大利北部的克雷馬。

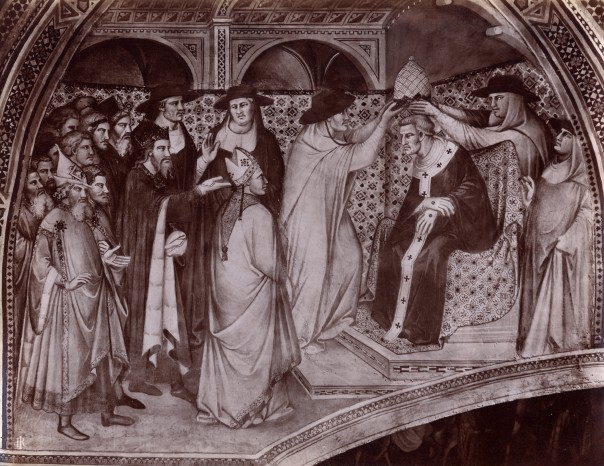
巴斯加三世獲選為對立教宗

在1159年教宗選舉中，歷山三世獲選為教宗，但有些主教拒絕承認歷山三世，他們另選了維篤四世作為對立教宗。當維篤四世於1164年去世後，原本支持維篤四世的主教們在盧卡將巴斯加三世選為繼任對立教宗。
為了獲得神聖羅馬皇帝腓特烈一世的支持，1165年巴斯加三世答應將查理曼封聖。隔年，腓特烈一世出兵義大利，在1167年的蒙特波爾齊奧戰役打敗羅馬軍隊。在腓特烈一世的軍事支持下，巴斯加三世取代歷山三世實際上控制了羅馬教廷，並為腓特烈一世以及皇后貝亞特麗絲舉行加冕禮。1168年巴斯加三世於羅馬去世，嘉禮三世被選為下一任對立教宗。